# Marcin Kiljan
Marcin Kiljan, ps. K. Martin, Anthony Moon (ur. 21 stycznia 1970) – polski wokalista i kompozytor, producent muzyki dance.
Uczęszczał do Szkoły Muzycznej II stopnia im. Józefa Elsnera w Warszawie w klasie kontrabasu, której jednak nie ukończył. Menedżer Magdy Modrej i producent jej debiutanckiej płyty, z której pochodzi przebój Ready to fly, i którego jest kompozytorem. Prowadzi również firmę Mass Music, która działa w branży muzycznej.
Na początku lat 90. XX w. założył zespół Silver Points. Był producentem w branży disco polo. Pod pseudonimem K. Martin wylansował artystów, takich jak m.in. Funky 5, Boyz Attack, Norman, North Boys, La Banda, Millenium, La Luna, Nicole, XXL, Nazir, Titanic, Aquarium, Rommy Cover, Elena i Baby Dance. Współpracował z zespołem Top One (jest autorem przeboju „Ole! Olek!”). W 2001 rozstał się z branżą disco polo, a wraz z nim zniknęły wszystkie zespoły będące pod jego opieką. W skład zespołu K.Martin wchodził także Rafał Brzozowski.
W 2008 zaistniał na rynku muzycznym pod pseudonimem Anthony Moon z singlem „How Can I Love You” i „Music Goes Around”. W tym samym roku wystąpił w Sopocie.
Od 1993 żonaty z Urszulą Malewską, z którą ma syna Michała (ur. 1993). Wystąpił on w teledysku „I Try to Get to You” w roli tancerza. Mieszka w Nowym Dworze Mazowieckim.

## Dyskografia
| Data | Tytuł                 |
| ---- | --------------------- |
| 2008 | Music Goes Around     |
| 2000 | Aleja moich snów 2000 |
| 1998 | Krzyk                 |
| 1995 | Kilka krótkich snów   |